# Frank Enke
Frank Enke (* 8. Januar 1953) ist ein ehemaliger deutscher Fußballspieler, der von 1972 bis 1978 für den Halleschen FC Chemie in der DDR-Oberliga, der höchsten Spielklasse im DDR-Fußball, aktiv war. Enke ist auch mehrfacher Junioren- und Nachwuchsnationalspieler der DDR.

## Sportliche Laufbahn
Enke begann seine Laufbahn als Fußballspieler bei der Betriebssportgemeinschaft (BSG) „Traktor“ in Uichteritz bei Weißenfels. In den Jahren 1970 und 1971 gehörte er zum Kader der DDR-Juniorennationalmannschaft, für die er acht Länderspiele bestritt. In der Saison 1970/71 machte er seine ersten Spiele im Männerbereich für den Halleschen FC. Er wurde zunächst in der DDR-Ligamannschaft HFC II eingesetzt, wo er zehn Punktspiele bestritt. 1971/72 war er mit 19 Einsätzen bei 22 Punktspielen Stammspieler der 2. Mannschaft, kam aber auch zu seinem ersten Oberligaspiel. Dieses bestritt er am 14. Spieltag als Linksaußenstürmer bei der 1:3-Auswärtsniederlage bei Hansa Rostock. Es blieb in dieser Saison bei einem Oberligaeinsatz. 1972/73 konnte er seine Oberligaeinsätze auf zehn Partien steigern, stand aber nur zweimal in der Startelf. Mit zwölf Punktspielen überwog noch immer sein Einsatz in der 2. Mannschaft. Enke erreichte aber die Aufnahme in den Kader der DDR-Nachwuchsnationalmannschaft, mit der er bis 1975 fünf Länderspiele bestritt. Da die 1. Mannschaft des HFC am Saisonende 1972/73 aus der Oberliga absteigen musste, spielte der HFC II 1973/74 in der drittklassigen Bezirksliga, wo Enke die meisten Spiele bestritt. Am sofortigen Wiederaufstieg der 1. Mannschaft war er nur mit acht Einsätzen und vier Toren beteiligt. In der neuen Oberligasaison 1974/75 schaffte Enke endlich den Durchbruch, denn in den 26 Punktspielen wurde er 21-mal aufgeboten, wenn auch nur elfmal von Beginn an. 1975/76 erfolgte wieder die Rückstufung in die 2. Mannschaft, die aus der Bezirksliga in die DDR-Liga zurückgekehrt war. Dort sorgte Enke mit 17 Einsätzen in 22 Punktspielen für den Staffelsieg, während er in der Oberliga nur zu einem Kurzeinsatz kam. Auch in den folgenden beiden Spielzeiten kam Enke in der Oberliga nicht richtig zum Zuge, 1976/77 stand wieder nur ein Spiel zu Buche, 1977/78 kam er auf fünf Einsätze. Da von der Saison 1976/77 an die 2. Mannschaften der Oberligaklubs aufgelöst worden waren, sah der Hallesche FC für Enke keine Perspektive mehr und delegierte ihn im Sommer 1978 zum DDR-Ligisten BSG Fortschritt Weißenfels.
In seiner ersten Saison bei Fortschritt Weißenfels hatte Enke 1978/79 zunächst einen guten Einstand, denn er bestritt alle 22 Punktspiele und wurde mit seinen 13 Treffern Torschützenkönig der Ligastaffel C. Trotzdem konnte er seine Mannschaft nicht vor dem Abstieg in die Bezirksliga bewahren. Erst 1983 gelang Fortschritt Weißenfels die Rückkehr in die DDR-Liga. Als Mannschaftskapitän ging Enke mit der Fortschritt-Mannschaft in die DDR-Liga-Saison 1983/84 und absolvierte 17 der 22 Punktspiele. Da die DDR-Liga in der nächsten Spielzeit statt mit fünf nur noch mit zwei Staffeln ausgetragen wurde, reichte den Weißenfelsern Platz neun nicht zum Klassenerhalt. Da Fortschritt Weißenfels in der Folgezeit nicht mehr in den höherklassigen Fußball zurückkehrte, bedeutete dies für den 31-jährigen Frank Enke das Ende seiner Karriere im leistungsorientierten Fußballsport. Innerhalb von 15 Jahren war er auf 37 Oberligaspiele (1 Tor) und 107 Spiele (30 Tore) in der zweitklassigen DDR-Liga gekommen.